# Iスポーツ・インターナショナル
iSport international（アイスポーツ・インターナショナル）は、イギリスのレーシングチーム。本拠地をイングランド・ノリッジに置く。

## 概要
2005年のGP2発足当初から参戦しているチーム。通算成績は優勝16回、ポールポジション9回、表彰台には40回登っており、ファステストラップも11回とっている強豪チームである。後述するように、同チームを経てその後F1ドライバーとなった者も少なくなく、GP2では名門チームといえる。
2010年からのF1参戦を目論見、2009年には国際自動車連盟（FIA）に対しF1参戦のためのエントリーを申込んだが、同年6月に発表されたFIAによるF1エントリーリストからは脱落している。

## 成績

### 2005年
- GP2メインシリーズ
  - スコット・スピード: 3位
  - Can Artam: 21位
  - チームランキング: 4位

### 2006年
- GP2メインシリーズ
  - ティモ・グロック: 4位（2勝）
  - エルネスト・ヴィソ: 6位（2勝）
  - チームランキング: 3位

### 2007年
- GP2メインシリーズ
  - ティモ・グロック: 1位（5勝）
  - アンドレアス・ズーバー: 6位（1勝）
  - チームランキング: 1位

### 2008年
- GP2アジアシリーズ
  - ブルーノ・セナ: 4位
  - カルン・チャンドック: 13位
  - チームランキング: 5位
- GP2メインシリーズ
  - ブルーノ・セナ: 2位（2勝）
  - カルン・チャンドック: 10位（1勝）
  - チームランキング: 2位

### 2009年
- GP2アジアシリーズ
  - ギド・ヴァン・デル・ガルデ: 12位
  - ハマド・アル・ファルダン: 20位
  - チームランキング: 8位
- GP2メインシリーズ
  - ギド・ヴァン・デル・ガルデ: 7位
  - ディエゴ・ヌネス: 20位
  - チームランキング: 5位